# JDS Fuyushio
Le JDS Fuyushio (TSS-3607) est un sous-marin d'attaque japonais, à propulsion conventionnelle, faisant partie de la classe Harushio.